# Borănești
Borănești is een Roemeense gemeente in het district Ialomița.
Borănești telt 2521 inwoners.